# هالر
هالر (به هلندی: Haler) یک منطقهٔ مسکونی در هلند است که در لئودال واقع شده‌است. هالر ۵۰۵ نفر جمعیت دارد.